# Almáchar

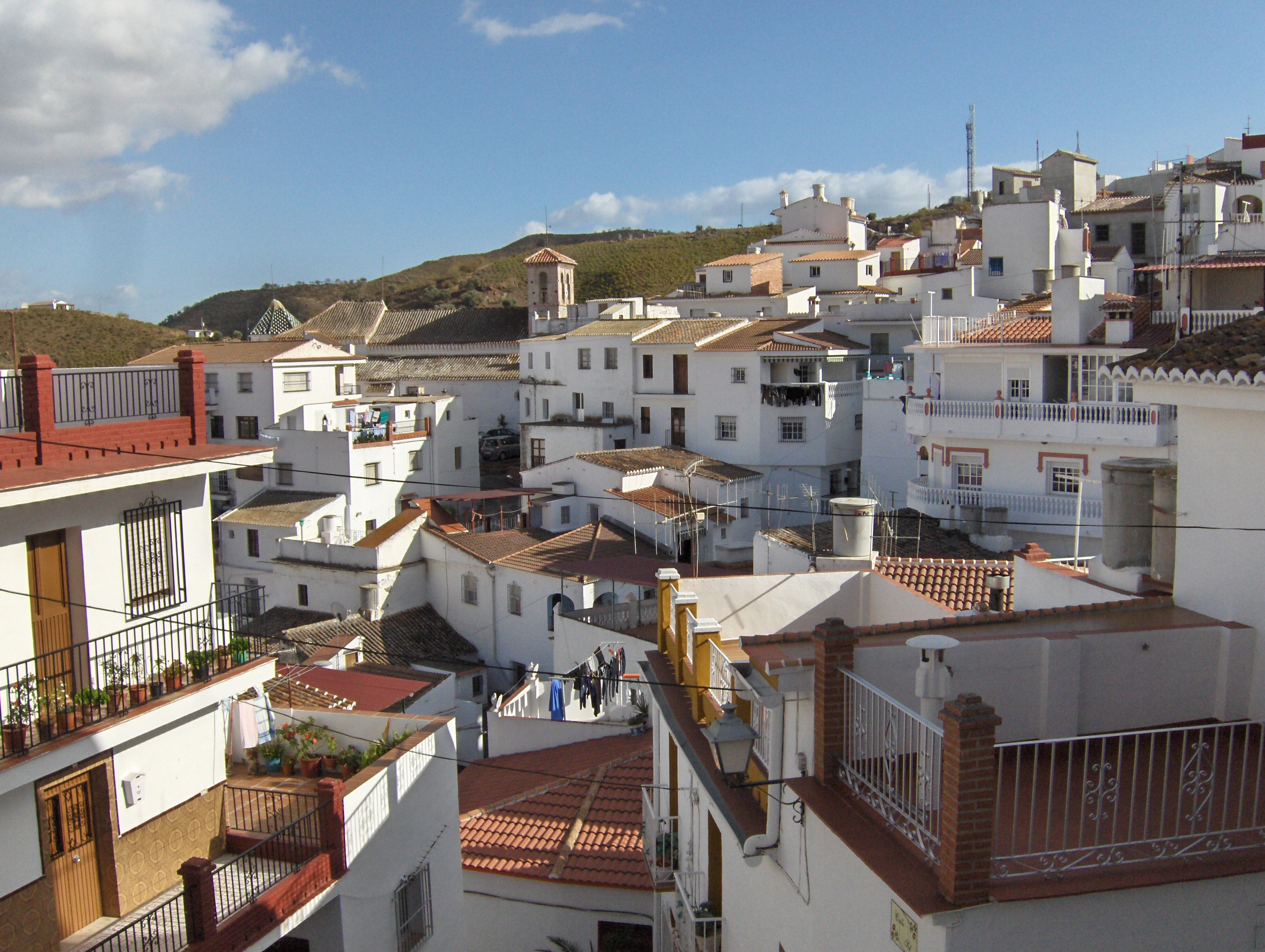
Almáchar – Ortsbild

Almáchar ist ein südspanischer Ort und eine Gemeinde (municipio) mit nur noch 1.927 Einwohnern (Stand: 2024) im Südosten der Provinz Málaga in der autonomen Gemeinschaft Andalusien.

## Lage und Klima
Der Ort Almáchar liegt auf dem Südufer des Río del Borge in einem Tal der Montes de Málaga, einem Teil der Betischen Kordillere in einer Höhe von ca. 245 m. Die Provinzhauptstadt Málaga befindet sich etwa 35 km (Fahrtstrecke) südwestlich; die Großstadt Granada ist ca. 133 km in nordöstlicher Richtung entfernt. Das Klima ist gemäßigt bis warm; Regen (ca. 475 mm/Jahr) fällt überwiegend im Winterhalbjahr.

## Bevölkerungsentwicklung
| Jahr      | 1857  | 1900  | 1950  | 2000  | 2020  |
| Einwohner | 2.535 | 2.150 | 2.931 | 1.928 | 1.845 |

Die Einwohnerzahl der Gemeinde ist infolge der Mechanisierung der Landwirtschaft, der Aufgabe bäuerlicher Kleinbetriebe (Höfesterben) und der damit verbundenen Arbeitslosigkeit seit den 1950er Jahren deutlich zurückgegangen.

## Wirtschaft
Das Hochtal wurde wahrscheinlich schon in prähistorischer Zeit von Hirtennomaden und ihren Herden während der Sommermonate aufgesucht. Der sich später entwickelnde Ort mit seinen sich selbst versorgenden Einwohnern war traditionell von der Feldwirtschaft und von der Viehzucht abhängig. Angebaut wurden Getreide, Wein, Oliven und Gemüsepflanzen wie Bohnen und Erbsen. Almáchar gehört seit dem Jahr 1932 zu den Gemeinden, in denen Malagawein angebaut werden darf; heute steht jedoch der bewässerungsintensive Anbau von Avocados und Mangos im Vordergrund. In den 1960er Jahren begann man mit der Entwicklung des Tourismus in Form der Vermietung von Ferienwohnungen (casas rurales).

## Geschichte
Prähistorische, iberische, römische, westgotische und selbst maurische Funde fehlen; der Ortsname legt jedoch eine Besiedlung in maurischer Zeit nahe (Al Maysar = „Ort der Wiesen“). Im Jahr 1487 wurde der Ort von einem Heer der Katholischen Könige erobert (reconquista). Knapp 300 Jahre später wurde der Ort durch das Erdbeben von Lissabon (1755) erschüttert und zeitweise verlassen.

## Sehenswürdigkeiten
- Das Ortsbild mit seinen verwinkelten Gassen entspricht dem maurischer Siedlungen.
- Die im 16. Jahrhundert erbaute Iglesia de San Mateo zeigt – vor allem im Aufbau des Glockenturms (campanario) – deutliche Anklänge an den Mudéjar-Stil. Das Innere der Kirche ist dreischiffig, wobei das Mittelschiff von einem abgehängten tonnenförmigen Stuckgewölbe bedeckt ist während die Seitenschiffe von Holzdecken überspannt werden. Nur Chorjoch und Apsis verfügen über ein Rippengewölbe.[7]
- In einem traditionellen Haus des 18./19. Jahrhunderts befindet sich ein Rosinenmuseum (Museo de la Pasa), das die Tradition der Haltbarmachung von Weintrauben präsentiert.[8]